# The Dodgy Album
The Dodgy Album is het debuutalbum van de Britse band Dodgy. Het werd in mei 1993 door A&M Records uitgebracht. Ian Broudie (van The Lightning Seeds) verzorgde de muzikale productie, met Cenzo Townshend als geluidstechnicus. In de Encyclopedia of Popular Music uit 1995 werd de muziek op The Dodgy Album beschreven als vrolijke popmuziek in de stijl van de sixties.
De liedjes "Water Under the Bridge" en "Lovebirds" (65ste plaats in de UK Singles Chart) werden als singles uitgegeven en "I Need Another" als extended play (67ste plaats). Dodgy bereikte begin juni 1993 met dit album de 75ste plaats in de Britse hitlijst. Het muziekblad New Musical Express plaatste het op de zeventiende plaats in een lijst van de beste albums van 1993.

## Tracklist
1. "Water Under the Bridge" - 3:44
2. "I Need Another" - 3:49
3. "Lovebirds" - 3:56
4. "Satisfied" - 6:06
5. "Grand Old English Oak Tree" - 4:45
6. "Stand By Yourself" - 3:48
7. "As My Time Goes By" - 4:42
8. "Never Again" - 4:10
9. "Cold Tea" - 4:59
10. "We're Not Going to Take This Anymore" - 4:04

Op de Japanse uitgave (door Polydor Records) stonden drie bonusnummers:
1. "She Wants My Loving" - 4:27
2. "Valuable Fool" - 3:44
3. "It's Been So Long" - 3:29

## Musici
- Mathew Priest - drums, percussie, achtergrondzang
- Nigel Clark - basgitaar, zang
- Andy Miller - gitaar, achtergrondzang